# Маринуча (Анкона)
Маринуча је насеље у Италији у округу Анкона, региону Марке.
Према процени из 2011. у насељу је живело 31 становника. Насеље се налази на надморској висини од 123 м.